# Бартулис, Оскар
Оскарс Бартулис (латыш. Oskars Bārtulis; 21 января 1987, Огре, Латвийская ССР, СССР) — латвийский хоккеист, защитник.

## Карьера
Начинал карьеру в рижских клубах «Призма» и «Вилки». В сезоне 2003/04 играл в России за ЦСКА. Затем выступал в юниорской лиге Квебека за «Монктон Уайлдкэтс» (2004-06) и «Кейп Бретон Скриминг Иглс» (2006-07). В 2005 году задрафтован клубом НХЛ «Филадельфия Флайерз» под 91-м номером. В 2007—2009 гг. выступал в АХЛ за «Филадельфия Фантомс» (фарм-клуб «Флайерз»). В сезоне 2009/10 играл как в НХЛ за «Филадельфия Флайерз», так и в АХЛ за «Эдирондек Фантомс» (новый фарм-клуб «Флайерз»).
24 августа 2012 года подписал  контракт с донецким «Донбассом». Сезон 2014-2015 провел в "Барысе". В 2015 перешел в "Адмирал".
В конце 2017 года перешел в уфимский «Салават Юлаев».

## Международная
Участник юниорских чемпионатов мира в первом дивизионе (2003, 2004), молодёжных чемпионатов мира в первом дивизионе (2004, 2005, 2007), молодёжного чемпионата мира (2006), чемпионатов мира (2005, 2009), Олимпийских игр (2010, 2014).

## Достижения
- Финалист Кубка Стэнли 2010 года в составе клуба Филадельфия Флайерз
- Обладатель Приза принца Уэльского: 2010
- Участник матча «Всех звёзд» КХЛ 2016.